# درصاف الغرسي
درصاف الغرسي هي لاعبة مصارعة حرة تونسية تشارك في منافسات الوزن الخفيف أقل من 57 كيلوغرام للسيدات.

## المشاركات والميداليات
شاركت درصاف الغرسي في عدة نسخ من بطولة إفريقيا للمصارعة، ونجحت في حصد عدد من الميداليات بلغت التي أربع ميداليات برونزية وميدالية فضية واحدة في منافسات الوزن أقل من 55 كيلوغرام للسيدات. ويوضح الجدول التالي أهم المُسابقات والبطولات التي شاركت فيها درصاف الغرسي، وأبرز الميداليات والألقاب التي حققتها في البطولات والمسابقات المختلفة:  
| العام | المسابقة               | المكان                   | الترتيب/الميدالية | المنافسات                                               |
| ----- | ---------------------- | ------------------------ | ----------------- | ------------------------------------------------------- |
| 2015  | بطولة إفريقيا للمصارعة | الإسكندرية، مصر          | المركز الثالث     | منافسات المصارعة الحرة للوزن أقل من 53 كيلوغرام للسيدات |
| 2017  | بطولة إفريقيا للمصارعة | مراكش، المغرب            | المركز الثالث     | منافسات المصارعة الحرة للوزن أقل من 58 كيلوغرام للسيدات |
| 2018  | بطولة إفريقيا للمصارعة | بورت هاركورت، نيجيريا    | المركز الثالث     | منافسات المصارعة الحرة للوزن أقل من 57 كيلوغرام للسيدات |
| 2019  | بطولة إفريقيا للمصارعة | الحمامات، تونس           | المركز الثالث     | منافسات المصارعة الحرة للوزن أقل من 57 كيلوغرام للسيدات |
| 2020  | بطولة إفريقيا للمصارعة | الجزائر العاصمة، الجزائر | المركز الثاني     | منافسات المصارعة الحرة للوزن أقل من 55 كيلوغرام للسيدات |